# Fadogia arenicola
Fadogia arenicola är en måreväxtart som beskrevs av Karl Moritz Schumann och Kurt Krause. Fadogia arenicola ingår i släktet Fadogia och familjen måreväxter. Inga underarter finns listade i Catalogue of Life.